# Edward Watson
Edward Watson (Bromley, 21 maggio 1976) è un ex ballerino e répétiteur britannico, primo ballerino del Royal Ballet dal 2005 al 2021.

## Biografia
Edward Watson è nato a Bromley, nel Kent, ed è cresciuto a Dartford con la sorella gemella Liz. Ha frequentato per la prima volta lezioni di danza all'età di 3 anni e in seguito è stato accettato come studente alla Royal Ballet School. Nel 1994 si è unito al Royal Ballet e nel 2005 è stato promosso al rango di primo ballerino.
Molto apprezzato per le sue doti recitative e acclamato interprete del repertorio moderno e contemporaneo, Watson è noto soprattutto per le sue interpretazioni di personaggi dalla psicologia complessa e tormentata, mentre al suo repertorio sono mancati del tutto ruoli aristocratici come Siegfried ne Il lago dei cigni, Désiré ne La bella addormentata o il Principe ne Lo schiaccianoci. Nonostante alcune sporadiche rappresentazioni in ruoli romantici come Romeo in Romeo e Giulietta e Albrecht in Giselle, Watson è noto soprattutto come interprete delle coreografie di Wayne McGregor e Christopher Wheeldon.
Nel 2007 ha danzato per la prima volta quello che sarebbe diventato uno dei suoi ruoli più celebri, quello del principe ereditario Rodolfo d'Asburgo-Lorena nel balletto di Kenneth MacMillan Mayerling; nello stesso anno ha ricevuto la sua prima candidatura al prestigioso Prix Benois de la Danse per I Quattro Temperamenti di George Balanchine. Nel 2012 ha ottenuto un grande successo per aver danzato il ruolo di Gregor Samsa in un adattamento de La metamorfosi con le coreografie di Arthur Pita, per cui ha vinto il Laurence Olivier Award per l'eccellenza nella danza. L'anno successivo riceve una seconda candidatura per il Prix Benpis de la Danse, che vince nel 2015 per la sua interpretazione di Leonte ne Il racconto d'inverno di Wheeldon. Altri ruoli danzati con il Royal Ballet annoverano Palemon in Ondine, Oberon in The Dream, Ivan Tsarevich ne L'uccello di fuoco, il fauno de Il pomeriggio di un fauno, Smeraldi in Jewels, Des Grieux ne L'Histoire de Manon e Fernando ne I sette peccati capitali. 
L'ultimo decennio della sua carriera al Covent Garden è stato indissolubilmente legato all'opera del coreografo Wayne McGregor, di cui Watson è stato uno dei principali interpreti, avendo danzato in Symbiont(s), Qualia, Chroma, Infra, Limen, Carbon Life, Raven Girl, Tetractys, Woolf Works, Obsidian Tear e Multiverse. Nell'ottobre 2021 ha dato il suo addio alle scene in un balletto di McGregor, The Dante Project, in cui ha danzato nel ruolo di Dante. Per la sua interpretazione ha ricevuto una seconda candidatura al Laurence Olivier Award per l'eccellenza nella danza nel 2022.
Dal 2020 lavora come répétiteur per il Royal Ballet, un'attività a cui si dedica a tempo pieno dal 2021 dopo il ritiro dalle scene.